# Harry Hirsch (Politikwissenschaftler)
Harry Nathan Hirsch (* 1952) ist ein US-amerikanischer Professor für Politikwissenschaften und vergleichende Amerikanistik (Politics and Comparative American Studies) am Oberlin College in Oberlin (Ohio).

## Werdegang
1974 schloss Hirsch die University of Michigan in Ann Arbor mit dem  Bachelor of Arts ab. 1978 erwarb er einen Doctor of Philosophy sowie einen Master of Arts an der Princeton University. 1992 lehrte er an der politische Wissenschaften an der University of California in San Diego. Er hat einige Bücher und zahlreiche Fachartikel über Verfassungstheorie und Praxis, Schwulenrechte und -politik und über den 1. Zusatzartikel zur Verfassung der Vereinigten Staaten veröffentlicht. Hirsch unterrichtet Kurse über Verfassungsrecht, Schwulen- und Genderpolitik und US-amerikanische politische Philosophie. Von 2005 bis 2006 war er der Dekan des College of Arts and Sciences.

## Veröffentlichungen
- 1978: The uses of psychology in judicial biography: Felix Frankfurter and the ambiquities of self-image
- 1981: The Enigma of Felix Frankfurter, Basic Books, ISBN 0-465-01979-X
- 1992: A Theory of Liberty: The Constitution and Minorities, Taylor & Francis, ISBN 0-415-90585-0
- 2005: The Future of Gay Rights in America, Taylor & Francis, ISBN 978-0-415-95078-7